# Fresneda (Álava)
Fresneda es un concejo del municipio de Valdegovía, en la provincia de Álava, País Vasco (España).

## Localización
El concejo está en la parte occidental de la provincia de Álava. Se encuentra 36 km al oeste de Vitoria y 27 km al norte de Miranda de Ebro. 

## Geografía
Se sitúa a unos 600 metros de altitud en una hondonada entre dos montes en plena sierra de Arcamo y en la margen derecha del arroyo de su mismo nombre.

## Demografía
La población del concejo se ha visto reducida a lo largo de los últimos siglos. aunque en el pasado estuvo mucho más poblada, a principios del siglo XIX contaba con 150 vecinos y en 1960 todavía tenía 90.
| Gráfica de evolución demográfica de Fresneda entre 2000 y 2017 |
|                                                                |
| Población de derecho según los censos de población del INE.    |

## Historia
Antiguamente perteneció al municipio de Lacozmonte hasta que en 1927 se integró en el de Valdegovía.

## Fiestas
Las fiestas del pueblo se celebran a mediados de julio.